# Monti Bivera e Clapsavon
Monti Bivera e Clapsavon este o arie protejată (arie specială de conservare — SAC, sit de importanță comunitară — SCI) din Italia întinsă pe o suprafață de 1.832 ha, integral pe uscat.

## Localizare
Centrul sitului Monti Bivera e Clapsavon este situat la coordonatele 46°26′50″N 12°37′56″E / 46.4472°N 12.6322°E.

## Înființare
Situl Monti Bivera e Clapsavon a fost declarat sit de importanță comunitară în septembrie 1995 pentru a proteja 1 specie de plante și 18 specii de animale. Situl a fost protejat și ca arie specială de conservare în octombrie 2013.

## Biodiversitate
Situată în ecoregiunea alpină, aria protejată conține 17 habitate naturale: Pajiști boreale și alpine pe substrat silicios, Pante stâncoase calcaroase cu vegetație casmofită, Păduri de fag Luzulo-Fagetum, Formațiuni ierboase bogate în specii de Nardus, dezvoltate pe substraturi silicioase în zone montane (și în zone submontane, în Europa continentală), Tufărișuri cu Pinus mugo și Rhododendron hirsutum (Mugo-Rhododendretum hirsuti), Liziere de ierburi înalte hidrofile de câmpie și de nivel montan până la alpin, Păduri alpine de Larix decidua și/sau Pinus cembra, Mlaștini turboase de tranziție și turbării mișcătoare, Păduri acidofile de Picea de la nivel montan la nivel alpin (Vaccinio-Piceetea), Ape stătătoare oligotrofe până la mezotrofe, cu vegetație de Littorelletea uniflorae și/sau de Isoëto-Nanojuncetea, Pajiști alpine și boreale, Lacuri eutrofice naturale cu vegetație de tip Magnopotamion sau Hydrocharition, Râuri de munte și vegetația erbacee de pe malurile acestora, Pajiști alpine și subalpine calcaroase, Grohotișuri calcaroase și de șisturi calcaroase de la nivelul montan până la nivelul alpin (Thlaspietea rotundifolii), Ape puternic oligomezotrofe cu vegetație bentonică cu Chara spp., Păduri ilirice de Fagus sylvatica (Aremonio-Fagion).
La baza desemnării sitului se află mai multe specii protejate:
- plante (1): papucul doamnei (Cypripedium calceolus)
- păsări (17): minunița (Aegolius funereus), potârnichea de stâncă (Alectoris graeca saxatilis), acvilă de munte (Aquila chrysaetos), cocoșul de mesteacăn (Bonasa bonasia), buha (Bubo bubo), șerpar (Circaetus gallicus), ciocănitoare neagră (Dryocopus martius), șoim călător (Falco peregrinus), ciuvică (Glaucidium passerinum), vulturul pleșuv sur (Gyps fulvus), Lagopus muta helvetica, sfrâncioc roșiatic (Lanius collurio), Lyrurus tetrix tetrix, viespar (Pernis apivorus), ciocănitoare de munte (Picoides tridactylus), ciocănitoare verzuie (Picus canus),  cocoș de munte (Tetrao urogallus)
- nevertebrate (1): fluturele auriu (Euphydryas aurinia)

Pe lângă speciile protejate, pe teritoriul sitului au mai fost identificate 11 specii de plante, 3 specii de amfibieni, 5 specii de mamifere, 2 specii de nevertebrate, 2 specii de reptile.